# Grand Poitiers Handball 86
Maillots
Actualités
Dernière mise à jour : 10 octobre 2024.
Le Grand Poitiers Handball 86 est un club handball français fondé en 1948 à Poitiers en tant que section handball du Poitiers Étudiants Club, club omnisports français. Il est aujourd'hui basé au gymnase du Bois d'Amour, salle destinée au handball local depuis la fin des années 1980 et évolue aussi à la salle omnisports Jean-Pierre-Garnier depuis les années 2020.
Lors de la saison 2022-2023, la sections masculine évolue en Nationale 1 (troisième niveau national) et son homologue féminine en Nationale 3.

## Historique

### Poitiers Étudiants Club
En 1924, le Poitiers Étudiants Club est créé et devient le club omnisports universitaire de Poitiers avec une section football, une section athlétisme et une section basket-ball. Son siège est alors situé Avenue Jacques Cœur à Poitiers.
À la sortie de la guerre en 1945, la section handball est créée et en 1948, elle remporte le titre de champion de France de handball à onze (stade de foot et zone à 11 m). Le PEC jouait alors au stade de la Madeleine, en centre-ville. Au début des années 1950, sous l’impulsion des pays de l’Est et Scandinaves, apparaît le handball à sept qui va rapidement supplanter son aîné, avec un terrain plus court et la possibilité de jouer à l’intérieur. En 1951, apparaît le premier Championnat de France Féminin à 7 et un an plus tard le championnat masculin verra le jour, à son tour.
À ce titre, le Gymnase Universitaire no 1 de la rue des Carmélites à Poitiers fut dès 1953, le temple régional des matchs à sept et l’équipe du PEC, mené par un groupe de professeurs d'EPS, évolue dans les championnats nationaux au même titre que des grandes villes universitaires comme Nantes et Bordeaux.
Les Pécistes féminines, atteignent le niveau national en 1956, suivies des masculins en 1957. Depuis ces dates, les équipes fanions des sections masculine et féminine du PEC aux couleurs violettes ne connaitront que de très rares périodes d’évolution au niveau régional. Les handballeurs ont ainsi évolué en Championnat de France de Nationale 1A (actuelle 1re division), notamment lors des saisons 1966-1967 et 1968-1969, ayant entre-temps connu leur heure de gloire le 10 mai 1968 quand ils décrochèrent le titre de champion de France de Nationale 1B (actuelle 2e division).
Dans les années 1980, les équipes évoluent à la salle omnisports de la Ganterie, actuelle salle Frédéric Lawson-Body, aujourd'hui destinée aux volleyeurs du Stade poitevin VB. Cette dernière devient vite surchargée, les résultats du PEC handball sont moribonds et l'équipe masculine végète en Nationale 3 alors que le volley-ball est en plein essor sur Poitiers. La salle du Bois d'Amour, près du lycée du même nom, au sud de Poitiers, ainsi qu'un pôle handball régional apparaissent à la fin des années 1980. Le PEC handball, prend naturellement, possession des lieux.

### Grand Poitiers avec le PEC et les clubs banlieusards
En 1995, sous la présidence de Marc Laville, le PEC fusionne avec le club de handball de Jaunay-Clan, qui vient de monter en Nationale 3, apportant au prestigieux passé, la certitude d’un avenir jeune et dynamique et permet de mettre en place de meilleures structures. Dès lors, les masculins continuent leur ascension pour atteindre la Nationale 1, alors que les féminines accèderont au deuxième meilleur niveau national. Elles se maintiennent à ce niveau durant trois années consécutives (2000 à 2003).
À la fin des années 2000, l'équipe masculine est à nouveau en perte de vitesse et doit faire face à de nombreux départs. L'entente fonctionne jusqu'en 2011 : le club de Jaunay-Clan fondé en 1979, quitte le PEC Handball pour s'associer au club voisin de Saint-Georges-lès-Baillargeaux,  fondé en 1983, et former la nouvelle entité « HBC Valvert » tandis que le PEC handball réapparaît sous son nom d'origine et les sections masculine et féminine sont à nouveau réunies.
En 2016, le PEC Handball et le club de Valvert Handball unissent leurs forces, avec la mise en place d'une convention sur six équipes, pour former le Grand Poitiers Handball 86 dans le but de maintenir un niveau national dans la Vienne. Les couleurs violette, blanche et noire laissent la place au blanc et au bleu et le nouveau club évolue aujourd'hui à la nouvelle salle omnipsorts Jean-Pierre Garnier située dans le quartier de Saint-Éloi, au nord-est de la ville de Poitiers.

## Historique du logo

Logo dans les années 70 et 80.
Logo de 1995 à 2011
Logo actuel